# ضيوف مزعجين جدا (مسلسل)
ضيوف مزعجين جدا مسلسل فكاهي مصري، إنتج عام 1979 بطولة سمير غانم ، جورج سيدهم و صفاء أبو السعود و حسن حسني و حسن مصطفى ، نوال أبو الفتوح ، من تأليف فيصل ندا وإخراج فتحي عبدالستار.

## قصة المسلسل
تورط الثنائي لوفا وزقزوق وهما موسيقيان فاشلان؛ في جريمة قتل لا علاقة لهما بها، تطاردهم الشرطة، فلم يجدا إلا منزل مدبولي وابنتيه للاختباء به مدعيان أنهما من أفراد العائلة من بعيد، وأثناء إقامتهما تتصاعد الأحداث الكوميدية.